# أناستاسيا جاسانوفا
أناستاسيا جاسانوفا (مواليد 15 مايو 1999) هي لاعبة تنس محترفة روسية، أعلى تصنيف لها في الفردي كان ال121 في يناير 2022.

## روابط خارجية
- أناستاسيا جاسانوفا على موقع رابطة محترفات التنس (الإنجليزية)
- أناستاسيا جاسانوفا على موقع الاتحاد الدولي لكرة المضرب (الإنجليزية)
- أناستاسيا جاسانوفا على موقع خلاصة التنس.كوم (الإنجليزية)